# Djurgårdens IF Fotboll 2021
Djurgårdens herrlag i fotboll tävlade under säsongen 2021 i Allsvenskan och Svenska cupen. Laget låg i serieledning större delen av säsongen men en svag höst gjorde att slutplaceringen blev 3:a och utmärkelsen lilla silvret. På galan Allsvenskans stora pris efter säsongen uppmärksammades backen Hjalmar Ekdal med priset Årets försvarare och mittfältaren Magnus Eriksson vann Årets mittfältare samt Allsvenskans mest värdefulla spelare.

## Truppen

### A-laget
Truppen aktuell per den: 8 november 2021.
| Nat      | Tränare         | Position                 | Född             | I DIF sedan | Kontrakt till | Kom från       |
| -------- | --------------- | ------------------------ | ---------------- | ----------- | ------------- | -------------- |
| Sverige  | Kim Bergstrand  | Huvudtränare             | 18 april 1968    | 2019        | 2023-12-31    | IK Sirius      |
| Sverige  | Thomas Lagerlöf | Huvudtränare             | 15 november 1971 | 2019        | 2023-12-31    | IK Sirius      |
| Sverige  | Hugo Berggren   | Assisterande tränare/U21 | 13 december 1992 | 2016        | 2021-12-31    | Djurgårdens IF |
| Grekland | Nikos Gkoulios  | Målvaktstränare          | 7 augusti 1977   | 2017        |               | IK Frej        |

| Nr | Nat      | Spelare                     | Position    | Född              | Längd  | I DIF sedan                     | Kontrakt till | Kom från                  | Moderklubb                | Seriematcher | Mål |
| -- | -------- | --------------------------- | ----------- | ----------------- | ------ | ------------------------------- | ------------- | ------------------------- | ------------------------- | ------------ | --- |
| 15 | Ryssland | Aleksandr Vasjutin          | Målvakt     | 4 mars 1995       | 190 cm | 2021                            | 2021-12-31    | FK Zenit Sankt Petersburg | FK Zenit Sankt Petersburg | 10           | 0   |
| 30 | Sverige  | Tommi Vaiho                 | Målvakt     | 13 september 1988 | 188 cm | 2017 (och 2005-2012)            | 2023-12-31    | Gais                      | IF Brommapojkarna         | 68           | 0   |
| 35 | Sverige  | Jacob Widell Zetterström    | Målvakt     | 11 juli 1998      | 197 cm | 2019 (sabbatsår 2020)           | 2022-12-31    | IFK Lidingö               | Djurgårdens IF            | 19           | 0   |
|    | Sverige  | David Celic                 | Målvakt     | 8 mars 2003       | 188 cm | 2021*                           | 2021-12-31    | Djurgården U19            | Djurgårdens IF            | 0            | 0   |
| 2  | Sverige  | Jesper Nyholm               | Back        | 10 september 1993 | 184 cm | 2020                            | 2021-12-31    | AIK FF                    | Funbo IF                  | 21           | 1   |
| 3  | Sverige  | Hjalmar Ekdal               | Back        | 21 oktober 1998   | 188 cm | 2021                            | 2024-12-31    | Hammarby IF FF            | IF Brommapojkarna         | 26           | 4   |
| 4  | Sverige  | Jacob Une Larsson           | Back        | 8 april 1994      | 181 cm | 2016                            | 2024-12-31    | IF Brommapojkarna         | IF Brommapojkarna         | 146          | 8   |
| 5  | Sverige  | Elliot Käck                 | Back        | 18 september 1989 | 173 cm | 2019 (och 1995-2008, 2015-2017) | 2023-12-31    | IK Start                  | Djurgårdens IF            | 159          | 1   |
| 16 | Sverige  | Jesper Löfgren              | Back        | 3 maj 1997        | 193 cm | 2021                            | 2024-12-31    | SK Brann                  | Halltorps IK              | 24           | 1   |
| 22 | Norge    | Leo Cornic                  | Back        | 2 januari 2001    | 178 cm | 2021                            | 2024-12-31    | Grorud IL                 | Vålerenga IF              | 7            | 0   |
| 26 | Sverige  | Linus Tagesson              | Back        | 11 februari 2002  | 178 cm | 2018                            | 2022-12-31    | Djurgården U19            | IFK Österåker             | 0            | 0   |
| 27 | Sverige  | Melker Jonsson              | Back        | 10 juli 2002      | 186 cm | 2020*                           | 2022-12-31    | Djurgården U19            | IFK Lidingö               | 2            | 0   |
| 6  | Finland  | Rasmus Schüller             | Mittfältare | 18 juni 1991      | 178 cm | 2021                            | 2023-12-31    | HJK Helsingfors           | FC Kasiysi                | 26           | 0   |
| 7  | Sverige  | Magnus Eriksson (lagkapten) | Mittfältare | 8 april 1990      | 180 cm | 2020* (och 2016-2017)           | 2023-12-31    | San Jose Earthquakes      | AIK FF                    | 89           | 25  |
| 9  | Sverige  | Haris Radetinac             | Mittfältare | 28 oktober 1985   | 187 cm | 2013*                           | 2022-12-31    | Mjällby AIF               | Novi Pazar                | 171          | 14  |
| 11 | Albanien | Albion Ademi                | Mittfältare | 19 februari 1999  | 173 cm | 2021                            | 2024-12-31    | IFK Mariehamn             | TPS Åbo                   | 8            | 0   |
| 12 | Zambia   | Emmanuel Banda              | Mittfältare | 29 september 1997 | 178 cm | 2020                            | 2022-12-31    | KV Oostende               | Nchanga Rangers           | 30           | 5   |
| 13 | Sverige  | Hampus Finndell             | Mittfältare | 6 juni 2000       | 177 cm | 2018                            | 2024-12-31    | FC Gröningen              | IF Brommapojkarna         | 29           | 3   |
| 14 | Zambia   | Edward Chilufya             | Mittfältare | 17 september 1999 | 171 cm | 2018                            | 2022-12-31    | Mpande Youth              | Mpande Youth              | 62           | 11  |
| 19 | Sverige  | Nicklas Bärkroth            | Mittfältare | 19 januari 1992   | 172 cm | 2018*                           | 2021-12-31    | Lech Poznań               | Balltorps FF              | 76           | 8   |
| 24 | England  | Curtis Edwards              | Mittfältare | 12 januari 1994   | 183 cm | 2019*                           | 2022-12-31    | Östersunds FK             | Middlesbrough FC          | 44           | 4   |
| 10 | Sverige  | Joel Asoro                  | Anfallare   | 27 april 1999     | 175 cm | 2021                            | 2024-12-31    | Swansea City              | IFK Haninge               | 26           | 3   |
| 17 | Sverige  | Kalle Holmberg              | Anfallare   | 3 april 1993      | 185 cm | 2020                            | 2022-12-31    | IFK Norrköping            | Rynninge IK               | 54           | 11  |
| 20 | Sverige  | Emir Kujović                | Anfallare   | 22 juni 1988      | 194 cm | 2019*                           | 2021-12-31    | Fortuna Düsseldorf        | Klippans BoIF             | 48           | 9   |

| Nr | Nat     | Utlånade/sålda spelare under 2021                   | Position    | Född             | Längd  | I DIF sedan | Kontrakt till | Kom från            | Moderklubb        | Seriematcher | Mål |
| -- | ------- | --------------------------------------------------- | ----------- | ---------------- | ------ | ----------- | ------------- | ------------------- | ----------------- | ------------ | --- |
| 12 | Norge   | PK Bråtveit (utlånad tom 1 juli 2022)               | Målvakt     | 15 februari 1996 | 184 cm | 2019        | 2022-12-31    | FK Haugesund        | FK Haugesund      | 28           | 0   |
| 2  | Sverige | Johan Andersson (såld 14 januari 2021)              | Back        | 15 juni 1995     | 176 cm | 2018        | 2021-12-31    | IK Sirius           | Vaksala SK        | 2            | 0   |
| 18 | Sverige | Isak Hien (utlånad tom 31 december 2021)            | Back        | 13 januari 1999  | 191 cm | 2021        | 2023-12-31    | Vasalunds IF        | FC Djursholm      | 5            | 0   |
| 21 | Sverige | Erik Berg (karriären avslutades 11 juni 2021)       | Back        | 30 december 1988 | 192 cm | 2018*       | 2022-12-31    | FC Köpenhamn        | Falkenbergs FF    | 43           | 5   |
| 23 | Norge   | Aslak Witry (såld 9 augusti 2021)                   | Back        | 10 mars 1996     | 178 cm | 2019        | 2022-12-31    | Ranheim IL          | Rosenborg BK      | 65           | 10  |
| 31 | Sverige | Axel Wallenborg (utlånad tom 31 december 2021)      | Back        | 17 december 2001 | 180 cm | 2021        | 2024-12-31    | IF Brommapojkarna   | IF Brommapojkarna | 0            | 0   |
| 8  | Sverige | Elias Andersson (utlånad tom 31 december 2021)      | Mittfältare | 31 januari 1996  | 178 cm | 2021        | 2023-12-31    | IK Sirius           | Hässleholms IF    | 0            | 0   |
| 25 | Sverige | Mattias Mitku (utlånad tom 31 december 2021)        | Mittfältare | 20 juli 2001     | 177 cm | 2020*       | 2022-12-31    | Djurgården U19      | IFK Tumba         | 3            | 0   |
|    | Sverige | Dzenis Kozica (såld 27 februari 2021)               | Mittfältare | 28 april 1993    | 180 cm | 2018        | 2021-12-31    | Jönköpings Södra IF | IFK Värnamo       | 27           | 3   |
| 22 | Sverige | Adam Bergmark Wiberg (utlånad tom 31 december 2021) | Anfallare   | 7 maj 1997       | 182 cm | 2019        | 2022-12-31    | Gefle IF            | Djurgårdens IF    | 5            | 0   |
| 29 | Jamaica | Peter McGregor (utlånad tom 31 december 2021)       | Anfallare   | 2 januari 2001   | 178 cm | 2021        | 2021-12-31    | Duhaney Park FC     | McGrath High      | 0            | 0   |

Seriematcher & mål räknat inför 2022.
- = kom mitt under säsong

## Allsvenskan
| Omg | Datum               | Motståndare    | H/B | Resultat | Målskyttar | Varningar                                       | Domare              | Publik | Arena                | Pl |
| --- | ------------------- | -------------- | --- | -------- | --- | ----------------------------------------------- | ------------------- | ------ | -------------------- | -- |
| 1   | Söndag 11 april     | IF Elfsborg    | B   | 2-0      | Witry 12' (Bärkroth), Chilufya 57' (Holmberg)                                                                                         | Eriksson 85', Witry 86'                         | Adam Ladebäck       | 0      | Borås Arena          | 1  |
| 2   | Söndag 18 april     | IFK Norrköping | H   | 1-0      | Radetinac 78' (Eriksson) |                                                 | Mohammed Al-Hakim   | 8      | Tele2 Arena          | 1  |
| 3   | Söndag 25 april     | Varbergs BoIS  | B   | 3-1      | Finndell 20' (nick) (Eriksson), Witry 30' (straff), Bärkroth 81' (Eriksson)                                                           | Une Larsson 55', Witry 62'                      | Fredrik Klitte      | 8      | Varberg Energi Arena | 1  |
| 4   | Måndag 3 maj        | Malmö FF       | H   | 3-1      | Bärkroth (2) 31' (Eriksson), 70', Witry 67' (Bärkroth)                                                                                | Schüller 61'                                    | Bojan Pandzic       | 8      | Tele2 Arena          | 1  |
| 5   | Söndag 9 maj        | Degerfors IF   | B   | 0-2      | | Schüller 66'                                    | Mohammed Al-Hakim   | 8      | Stora Valla          | 1  |
| 6   | Onsdag 12 maj       | Östersunds FK  | H   | 2-0      | Chilufya 11' (Witry), Löfgren 79' (nick) (Eriksson)                                                                                   | Ekdal 51'                                       | Victor Wolf         | 8      | Tele2 Arena          | 1  |
| 7   | Söndag 16 maj       | Hammarby IF FF | B   | 2-2      | Holmberg 45+4' (Chilufya), Finndell 57'                                                                                               | Une Larsson 9', Holmberg 86'                    | Kristoffer Karlsson | 8      | Tele2 Arena          | 1  |
| 8   | Söndag 23 maj       | IFK Göteborg   | H   | 0-0      | |                                                 | Glenn Nyberg        | 8      | Tele2 Arena          | 1  |
| 9   | Måndag 5 juli       | Örebro SK      | H   | 3-0      | Witry 15' (straff), Eriksson 66' (Holmberg), Banda 88' (Radetinac)                                                                    | Kujović 76'                                     | Granit Maqedonci    | 7.113  | Tele2 Arena          | 1  |
| 10  | Måndag 12 juli      | Halmstads BK   | B   | 0-0      | |                                                 | Andreas Ekberg      | 1.322  | Örjans vall          | 1  |
| 11  | Måndag 19 juli      | IK Sirius      | H   | 5-1      | Une Larsson 21' (nick) (Eriksson), Finndell 26' (Chilufya), Eriksson 28' (Schüller), Chilufya 40' (Käck), Banda 75' (nick) (Eriksson) |                                                 | Fredrik Klitte      | 7.256  | Tele2 Arena          | 1  |
| 12  | Söndag 25 juli      | Kalmar FF      | B   | 1-0      | Witry 51' (Eriksson) |                                                 | Kaspar Sjöberg      | 4.163  | Guldfågeln Arena     | 1  |
| 13  | Söndag 1 augusti    | BK Häcken      | H   | 2-1      | Självmål 48', Une Larsson 64' | Finndell 60'                                    | Glenn Nyberg        | 8.681  | Tele2 Arena          | 1  |
| 14  | Söndag 8 augusti    | AIK FF         | H   | 1-4      | Radetinac (nick) 29' | Löfgren 89', Une Larsson 90+1'                  | Mohammed Al-Hakim   | 8.712  | Tele2 Arena          | 2  |
| 15  | Söndag 15 augusti   | Mjällby AIF    | B   | 1-0      | Bärkroth (nick) (Eriksson) 45' | Schüller 38'                                    | Adam Ladebäck       | 1.478  | Strandvallen         | 1  |
| 16  | Måndag 23 augusti   | Mjällby AIF    | H   | 0-0      | | Radetinac 18'                                   | Victor Wolf         | 8.536  | Tele2 Arena          | 1  |
| 17  | Söndag 29 augusti   | IK Sirius      | B   | 0-1      | | Schüller 39', Finndell 41', Käck 82', Banda 82' | Kaspar Sjöberg      | 3.135  | Studenternas IP      | 2  |
| 18  | Söndag 12 september | Hammarby IF FF | H   | 4-1      | Eriksson 30', Ekdal 39' (nick) (Eriksson), Asoro 42' (Eriksson), Chilufya 74' (Widell Zetterström)                                    | Käck 83'                                        | Andreas Ekberg      | 9.120  | Tele2 Arena          | 1  |
| 19  | Söndag 19 september | Malmö FF       | B   | 1-1      | Ekdal 80' (Käck) | Widell Zetterström 88'                          | Mohammed Al-Hakim   | 5.532  | Eleda Stadion        | 2  |
| 20  | Onsdag 23 september | Degerfors IF   | H   | 3-2      | Ekdal (nick) 13' (Käck), Eriksson 38' (Bärkroth), Radetinac 74' (Asoro)                                                               | Schüller 35'                                    | Granit Maqedonci    | 9.050  | Tele2 Arena          | 1  |
| 21  | Söndag 26 september | Östersunds FK  | B   | 3-0      | Une Larsson 13' (Radetinac), Chilufya 32' (Holmberg), Asoro 40' (Holmberg)                                                            |                                                 | Kaspar Sjöberg      | 2.478  | Jämtkraft Arena      | 1  |
| 22  | Söndag 3 oktober    | AIK FF         | B   | 0-1      | | Schüller (rött) 11', Holmberg 17', Asoro 41'    | Glenn Nyberg        | 42.539 | Friends Arena        | 1  |
| 23  | Måndag 18 oktober   | IF Elfsborg    | H   | 0-3      | | Eriksson 26', Käck 45+1', Ekdal 63'             | Mohammed Al-Hakim   | 19.443 | Tele2 Arena          | 2  |
| 24  | Lördag 23 oktober   | Kalmar FF      | H   | 3-2      | Chilufya 14' (Bärkroth), Ekdal 23' (nick) (Eriksson), Banda 35'                                                                       | Finndell 82', Banda 90+5'                       | Bojan Pandzic       | 18.930 | Tele2 Arena          | 1  |
| 25  | Torsdag 28 oktober  | IFK Göteborg   | B   | 0-3      | | Schüller 43'                                    | Kaspar Sjöberg      | 12.251 | Gamla Ullevi         | 3  |
| 26  | Söndag 31 oktober   | Örebro SK      | B   | 1-0      | Banda (Asoro) 45+1' | Ekdal 15', Une Larsson 48', Chilufya 59'        | Fredrik Klitte      | 5.598  | Behrn Arena          | 2  |
| 27  | Lördag 6 november   | Halmstads BK   | H   | 1-0      | Chilufya (Eriksson) 73' | Finndell 89'                                    | Glenn Nyberg        | 17.876 | Tele2 Arena          | 2  |
| 28  | Måndag 22 november  | IFK Norrköping | B   | 1-1      | Holmberg 19' (Radetinac) | Ademi 90+4                                      | Mohammed Al-Hakim   | 9.758  | Platinumcars Arena   | 2  |
| 29  | Söndag 28 november  | Varbergs BoIS  | H   | 2-3      | Chilufya 48' (nick) (Radetinac), Asoro 90+3'                                                                                          | Finndell 50', Schüller 81'                      | Fredrik Klitte      | 23.227 | Tele2 Arena          | 3  |
| 30  | Söndag 5 december   | BK Häcken      | B   | 1-0      | Eriksson 12' (Chilufya) | Holmberg 34', Une Larsson 70'                   | Andreas Ekberg      | 2.738  | Bravida Arena        | 3  |

## Svenska cupen
| Omgång | Datum           | Motståndare  | H/B | Resultat | Målskyttar                                                                                            | Varningar | Domare           | Publik | Arena           |
| ------ | --------------- | ------------ | --- | -------- | --- | --------- | ---------------- | ------ | --------------- |
| 2      | 18 augusti 2021 | Karslunds IF | B   | 4-0      | Ademi (2) 17' (Eriksson), 59' (nick) (Banda), Ekdal (2) 21' (nick) (Eriksson), 40' (nick) (Radetinac) |           | Jovan Krsmanovic | 600    | Karlslund Arena |

| Omgång      | Datum                    | Motståndare   | H/B | Resultat | Målskyttar | Varningar                     | Domare          | Publik | Arena            |
| ----------- | ------------------------ | ------------- | --- | -------- | --- | ----------------------------- | --------------- | ------ | ---------------- |
| 2           | Torsdag 19 november 2020 | Sollentuna FK | B   | 4-0      | Kujović (2) 45+2' (straff), 90+1', Käck 37', Une Larsson 80'                                                                          |                               | Fredrik Hansson | 0      | Sollentunavallen |
| Grupp 4     | Söndag 21 februari 2021  | IK Brage      | H   | 1-0      | Witry 21' |                               | Adam Ladebäck   | 0      | Tele2 Arena      |
| Grupp 4     | Söndag 28 februari 2021  | Umeå FC       | H   | 7-0      | Chilufya (3) 55' (Edwards), 59' (Holmberg), 90', Witry 25' (Edwards), Edwards 28' (Chilufya), Une Larsson 31', Kujović 81' (Bärkroth) | Finndell 41', Une Larsson 46' | Tess Olofsson   | 0      | Tele2 Arena      |
| Grupp 4     | Lördag 6 mars 2021       | Kalmar FF     | H   | 4-1      | Chilufya (2) 1' (Holmberg), 19' (Holmberg), Holmberg (2) 10' (nick) (Cornic), 64'                                                     | Ekdal 33', Cornic 41'         | Joakim Östling  | 0      | Tele2 Arena      |
| Kvartsfinal | Söndag 14 mars 2021      | Östersunds FK | H   | 3-0      | Holmberg 15' (Chilufya), Chilufya 52' (nick) (Ademi), Bärkroth 70' (nick) (Witry)                                                     |                               | Glenn Nyberg    | 0      | Tele2 Arena      |
| Semifinal   | Söndag 4 april 2021      | Hammarby IF   | H   | 0-1      | | Une Larsson 22', Finndell 42' | Fredrik Klitte  | 0      | Tele2 Arena      |

## Träningsmatcher
| Datum              | Motståndare       | H/B | Resultat | Målskyttar | Varningar              | Domare            | Publik | Arena                 |
| ------------------ | ----------------- | --- | -------- | --- | ---------------------- | ----------------- | ------ | --------------------- |
| Lördag 30 januari  | Akropolis IF      | H   | 5-0      | Finndell (2) 67' (Eriksson), 89' (Mitku), Bärkroth 13' (Edwards), Cornic 59' (Eriksson), Mitku 84' (Eriksson)                  |                        |                   | 0      | Grimsta IP            |
| Lördag 6 februari  | IF Brommapojkarna | B   | 1-3      | Une-Larsson 45' (Bärkroth) |                        |                   | 0      | Grimsta IP            |
| Söndag 7 februari  | Vasalunds IF      | H   | 0-2      | | Schüller 17'           | Mohammed Al-Hakim | 0      | Grimsta IP            |
| Lördag 13 februari | Örebro SK         | H   | 4-0      | Radetinac (2) 35' (Eriksson), 62' (Holmberg), Witry 27' (Eriksson), Kujović 90+1' (Bärkroth)                                   |                        | Farik Neri        | 0      | Tele2 Arena           |
| Onsdag 24 februari | IK Sirius         | B   | 6-2      | Ademi 25' (Bärkroth), Banda 37' (Bärkroth), Jonsson 40' (Andersson), Bärkroth 59', Edwards 60' (Kujović), Asare 90' (Skilberg) |                        |                   | 0      | Studenternas IP       |
| Lördag 20 mars     | Östersunds FK     | H   | 3-0      | Kujović (2) 71' (nick) (Witry), 82' (nick) (Bärkroth), Asoro 51' (Käck)                                                        | Finndell 74'           | Fredrik Hansson   | 0      | Tele2 Arena           |
| Tisdag 23 mars     | Degerfors IF      | H   | 3-2      | Andersson 29' (Chilufya), Witry 45' (straff), Kujović 64', (Eriksson)                                                          |                        |                   | 0      | Stadshagens IP        |
| Måndag 5 april     | IK Brage          | B   | 3-1      | Kujović (2) 45' (nick) (Andersson), 76' (Andersson), Cornic 63' (Edwards)                                                      | Tagesson 14', Hien 42' |                   | 0      | Borlänge Energi Arena |
| Lördag 19 juni     | Kalmar FF         | H   | 2-3*     | Radetinac 12', Cornic 30' (Finndell)                                                                                           |                        |                   | 300    | Kristinebergs IP      |

- = Spelades 3 x 45 minuter.

## Statistik
| Spelare                  | Allsvenskan | Allsvenskan     | Allsvenskan | Allsvenskan | Allsvenskan | Allsvenskan | Cupspel | Cupspel | Cupspel | Cupspel | Totalt | Totalt | Totalt | Totalt |
| Spelare                  | Ma          | Må              | As          | Po          | Varn        | Utv         | Ma      | Må      | As      | Po      | Ma     | Må     | As     | Po     |
| ------------------------ | ----------- | --------------- | ----------- | ----------- | ----------- | ----------- | ------- | ------- | ------- | ------- | ------ | ------ | ------ | ------ |
| Edward Chilufya          | 29          | 8 (1 nickmål)   | 4           | 12          | 1           | 0           | 5       | 6       | 2       | 8       | 34     | 14     | 6      | 20     |
| Magnus Eriksson          | 30          | 5               | 13          | 18          | 2           | 0           | 5       | 0       | 2       | 2       | 35     | 5      | 15     | 20     |
| Kalle Holmberg           | 24          | 2               | 4           | 6           | 3           | 0           | 6       | 3       | 3       | 6       | 30     | 5      | 7      | 12     |
| Nicklas Bärkroth         | 28          | 4 (1 nickmål)   | 4           | 8           | 0           | 0           | 5       | 1       | 1       | 2       | 33     | 5      | 5      | 10     |
| Aslak Witry              | 14          | 5 (2 straffmål) | 1           | 6           | 2           | 0           | 4       | 2       | 1       | 3       | 18     | 7      | 2      | 9      |
| Haris Radetinac          | 29          | 3 (1 nickmål)   | 4           | 7           | 1           | 0           | 3       | 0       | 1       | 1       | 32     | 3      | 5      | 8      |
| Hjalmar Ekdal            | 26          | 4 (3 nickmål)   | 0           | 4           | 3           | 0           | 6       | 2       | 0       | 2       | 32     | 6      | 0      | 6      |
| Emmanuel Banda           | 22          | 4 (1 nickmål)   | 0           | 4           | 2           | 0           | 2       | 0       | 1       | 1       | 24     | 4      | 1      | 5      |
| Joel Asoro               | 26          | 3 (1 nickmål)   | 2           | 5           | 1           | 0           | 3       | 0       | 0       | 0       | 29     | 3      | 2      | 5      |
| Jacob Une Larsson        | 28          | 3               | 0           | 3           | 5           | 0           | 3       | 1       | 0       | 1       | 31     | 4      | 0      | 4      |
| Hampus Finndell          | 26          | 3 (1 nickmål)   | 0           | 3           | 5           | 0           | 5       | 0       | 0       | 0       | 31     | 3      | 0      | 3      |
| Albion Ademi             | 8           | 0               | 0           | 0           | 1           | 0           | 6       | 2       | 1       | 3       | 14     | 2      | 1      | 3      |
| Curtis Edwards           | 7           | 0               | 0           | 0           | 0           | 0           | 6       | 1       | 2       | 3       | 13     | 1      | 2      | 3      |
| Elliot Käck              | 28          | 0               | 3           | 3           | 3           | 0           | 4       | 0       | 0       | 0       | 32     | 0      | 3      | 3      |
| Leo Cornic               | 7           | 0               | 0           | 0           | 0           | 0           | 3       | 0       | 1       | 1       | 10     | 0      | 1      | 1      |
| Emir Kujović             | 11          | 0               | 0           | 0           | 1           | 0           | 4       | 1       | 0       | 1       | 15     | 1      | 0      | 1      |
| Jacob Widell Zetterström | 19          | 0               | 1           | 1           | 1           | 0           | 0       | 0       | 0       | 0       | 19     | 0      | 1      | 1      |
| Jesper Löfgren           | 24          | 1 (1 nickmål)   | 0           | 1           | 1           | 0           | 2       | 0       | 0       | 0       | 26     | 1      | 0      | 1      |
| Rasmus Schüller          | 26          | 0               | 1           | 1           | 7           | 1           | 3       | 0       | 0       | 0       | 29     | 0      | 1      | 1      |
| Självmål                 |             | 1               |             | 1           |             |             |         | 0       | 0       | 0       |        | 1      |        | 1      |
| Aleksandr Vasjutin       | 10          | 0               | 0           | 0           | 0           | 0           | 4       | 0       | 0       | 0       | 14     | 0      | 0      | 0      |
| Jesper Nyholm            | 10          | 0               | 0           | 0           | 0           | 0           | 1       | 0       | 0       | 0       | 11     | 0      | 0      | 0      |
| Isak Hien                | 5           | 0               | 0           | 0           | 0           | 0           | 1       | 0       | 0       | 0       | 6      | 0      | 0      | 0      |
| Tommi Vaiho              | 2           | 0               | 0           | 0           | 0           | 0           | 2       | 0       | 0       | 0       | 4      | 0      | 0      | 0      |
| Elias Andersson          | 2           | 0               | 0           | 0           | 0           | 0           | 2       | 0       | 0       | 0       | 4      | 0      | 0      | 0      |
| Melker Jonsson           | 0           | 0               | 0           | 0           | 0           | 0           | 3       | 0       | 0       | 0       | 3      | 0      | 0      | 0      |
| Mattias Mitku            | 0           | 0               | 0           | 0           | 0           | 0           | 1       | 0       | 0       | 0       | 1      | 0      | 0      | 0      |
| Linus Tagesson           | 0           | 0               | 0           | 0           | 0           | 0           | 1       | 0       | 0       | 0       | 1      | 0      | 0      | 0      |
| Kofi Asare               | 0           | 0               | 0           | 0           | 0           | 0           | 1       | 0       | 0       | 0       | 1      | 0      | 0      | 0      |

### Avser Svenska cupen 2021/2022

#### Mål
1. Albion Ademi, 2 (1 nickmål)
2. Hjalmar Ekdal, 2 (2 nickmål)

#### Assist
1. Magnus Eriksson, 2
2. Haris Radetinac, 1
3. Emmanuel Banda, 1

### Avser Svenska cupen 2020/2021

#### Mål
1. Edward Chilufya, 6 (1 nickmål)
2. Emir Kujović, 3 (1 straffmål)
3. Kalle Holmberg, 3 (1 nickmål)
4. Aslak Witry, 2
5. Jacob Une Larsson, 2
6. Elliot Käck, 1
7. Curtis Edwards, 1
8. Nicklas Bärkroth, 1 (1 nickmål)

#### Assist
1. Kalle Holmberg, 3
2. Curtis Edwards, 2
3. Edward Chilufya, 2
4. Nicklas Bärkroth, 1
5. Leo Cornic, 1
6. Albion Ademi, 1
7. Aslak Witry, 1

#### Varningar
1. Hampus Finndell, 2
2. Jacob Une Larsson, 2
3. Hjalmar Ekdal, 1
4. Leo Cornic, 1

### Avser träningsmatcher

#### Mål
1. Emir Kujović, 6 (3 nickmål)
2. Haris Radetinac, 3
3. Leo Cornic, 3
4. Hampus Finndell, 2
5. Nicklas Bärkroth, 2
6. Aslak Witry, 2
7. Mattias Mitku, 1
8. Jacob Une Larsson, 1
9. Albion Ademi, 1
10. Emmanuel Banda, 1
11. Melker Jonsson, 1
12. Curtis Edwards, 1
13. Kofi Fosuhene Asare, 1
14. Joel Asoro, 1
15. Elias Andersson, 1

#### Assist
1. Magnus Eriksson, 6
2. Nicklas Bärkroth, 5
3. Elias Andersson, 3
4. Curtis Edwards, 2
5. Mattias MItku, 1
6. Kalle Holmberg, 1
7. Emir Kujović, 1
8. Fredrik Skillberg, 1
9. Aslak Witry, 1
10. Elliot Käck, 1
11. Edward Chilufya, 1
12. Hampus Finndell, 1

#### Varningar
1. Rasmus Schüller, 1
2. Hampus Finndell, 1

## Truppförändringar

### Förlängda kontrakt
Efter Allsvenskan 2020 och inför/under säsongen 2021:
| Datum                   | Nr | Namn                     | Position     | Kommentar                                    | Länk   |
| ----------------------- | -- | ------------------------ | ------------ | -------------------------------------------- | ------ |
| Onsdag 16 december 2020 | 25 | Mattias Mitku            | Mittfältare  | 2-årskontrakt (tom 31 december 2022).        | dif.se |
| Tisdag 16 mars 2021     | 30 | Tommi Vaiho              | Målvakt      | Förlängning med 2 år (tom 31 december 2023). | dif.se |
| Onsdag 17 mars 2021     | 35 | Jacob Widell Zetterström | Målvakt      | 2-årskontrakt (tom 31 december 2022).        | dif.se |
| Torsdag 18 mars 2021    | 13 | Hampus Finndell          | Mittfältare  | Förlängning med 3 år (tom 31 december 2024). | dif.se |
| Fredag 19 mars 2021     | 9  | Haris Radetinac          | Mittfältare  | Förlängning med 1 år (tom 31 december 2022). | dif.se |
| Onsdag 24 mars 2021     |    | Kim Bergstrand           | Huvudtränare | Förlängning med 2 år (tom 31 december 2023). | dif.se |
| Onsdag 24 mars 2021     |    | Thomas Lagerlöf          | Huvudtränare | Förlängning med 2 år (tom 31 december 2023). | dif.se |
| Tisdag 30 mars 2021     | 3  | Elliot Käck              | Back         | Förlängning med 2 år (tom 31 december 2023). | dif.se |
| Fredag 9 april 2021     | 4  | Jacob Une Larsson        | Back         | Förlängning med 3 år (tom 31 december 2024). | dif.se |

### Tröjnummerförändringar
| Datum                   | Namn            | Från | Till | Kommentar | Länk        |
| ----------------------- | --------------- | ---- | ---- | --------- | ----------- |
| Lördag 20 februari 2021 | Aslak Witry     | 16   | 23   |           | twitter.com |
| Lördag 20 februari 2021 | Hampus Finndell | 17   | 13   |           | twitter.com |

### Spelare/ledare in
Efter Allsvenskan 2020 och inför/under säsongen 2021:
| Datum                    | Nr | Namn               | Från                      | Position    | Kommentar                                               | Länk                        |
| ------------------------ | -- | ------------------ | ------------------------- | ----------- | ------------------------------------------------------- | --------------------------- |
| Torsdag 10 december 2020 | 8  | Elias Andersson    | IK Sirius                 | Mittfältare | Bosman, 3-årskontrakt (tom 31 december 2023).           | dif.se & siriusfotboll.se   |
| Fredag 11 december 2020  | 6  | Rasmus Schüller    | HJK Helsingfors           | Mittfältare | Bosman, 3-årskontrakt (tom 31 december 2023).           | dif.se & hjk.fi             |
| Tisdag 15 december 2020  | 18 | Isak Hien          | Vasalunds IF              | Back        | Bosman, 3-årskontrakt (tom 31 december 2023).           | dif.se & vasalundsif.se     |
| Torsdag 17 december 2020 | 22 | Leo Cornic         | Grorud IL                 | Back        | Köp, 4-årskontrakt (tom 31 december 2024).              | dif.se & grorud-il.no       |
| Onsdag 30 december 2020  | 31 | Axel Wallenborg    | IF Brommapojkarna         | Back        | Köp, 4-årskontrakt (tom 31 december 2024).              | dif.se & bpfotboll.se       |
| Måndag 4 januari 2021    | 3  | Hjalmar Ekdal      | Hammarby IF FF            | Back        | Köp, 4-årskontrakt (tom 31 december 2024).              | dif.se & hammarbyfotboll.se |
| Torsdag 21 januari 2021  | 11 | Albion Ademi       | IFK Mariehamn             | Mittfältare | Köp, 4-årskontrakt (tom 31 december 2024).              | dif.se & ifkfotboll.ax      |
| Måndag 8 februari 2021   | 10 | Joel Asoro         | Swansea City              | Anfallare   | Köp, 4-årskontrakt (tom 31 december 2024).              | dif.se & swanseacity.com    |
| Torsdag 11 februari 2021 | 15 | Aleksandr Vasjutin | FK Zenit Sankt Petersburg | Målvakt     | Lån tom 2021-12-31 med köpoption.                       | dif.se & fc-zenit.ru        |
| Tisdag 23 februari 2021  | 29 | Peter McGregor     | Duhaney Park FC           | Anfallare   | Lån tom 2021-12-31 med köpoption.                       | dif.se                      |
| Onsdag 31 mars 2021      | 16 | Jesper Löfgren     | SK Brann                  | Back        | Köp, 4-årskontrakt (tom 31 december 2024).              | dif.se & brann.no           |
| Fredag 9 juli 2021       |    | David Celic        | Djurgården U19            | Målvakt     | Skriver på ungdomsavtal året ut (tom 31 december 2021). | dif.se                      |

### Spelare/ledare ut
Efter Allsvenskan 2020 och inför/under säsongen 2021:
| Datum                    | Nr | Namn                  | Till             | Position    | Kommentar                                                                                          | Länk                         |
| ------------------------ | -- | --------------------- | ---------------- | ----------- | -------------------------------------------------------------------------------------------------- | ---------------------------- |
| Måndag 30 november 2020  | 11 | Jonathan Ring         | Kalmar FF        | Mittfältare | Kontraktet gick ut. Skrev på för Kalmar FF den 19 februari 2021.                                   | dif.se & kalmarff.se         |
| Tisdag 1 december 2020   | 8  | Kevin Walker          | Örebro SK        | Mittfältare | Kontraktet gick ut. Skrev på ett 3-årskontrakt (december 2023) med Örebro SK den 30 december 2020. | dif.se & oskfotboll.se       |
| Onsdag 2 december 2020   | 6  | Jesper Karlström      | Lech Poznań      | Mittfältare | Försäljning. 3,5-årskontrakt med nya klubben (30 juni 2024), giltigt from 1 januari 2021.          | dif.se & lechpoznan.pl       |
| Torsdag 3 december 2020  | 23 | Fredrik Ulvestad      | Qingdao Huanghai | Mittfältare | Kontraktet gick ut. Skrev på ett 2-årskontrakt med Quingdao Huanghai den 3 februari 2021.          | dif.se & transfermarkt.com   |
| Fredag 4 december 2020   | 15 | Jonathan Augustinsson | Rosenborg BK     | Back        | Försäljning. 4-årskontrakt med nya klubben (31 december 2024), ansluter efter säsongen 2020.       | dif.se & rbk.no              |
| Lördag 5 december 2020   | 28 | Alexander Abrahamsson | Akropolis IF     | Back        | Kontraktet gick ut. Skrev på ett 2-årskontrakt med nya Akropolis IF den 26 mars 2021.              | dif.se & akropolisif.com     |
| Lördag 5 december 2020   | 37 | Erland Tangvik        | Ranheim IL       | Målvakt     | Kontraktet gick ut. Skrev på för Ranheim den 21 januari 2021.                                      | dif.se & ranheimfotball.no   |
| Torsdag 31 december 2020 | 12 | PK Bråtveit           | FC Groningen     | Målvakt     | Lånas ut till 1 juli 2021 med option på förlängning eller köp.                                     | dif.se & fcgroningen.nl      |
| Tisdag 12 januari 2021   | 29 | Oscar Pettersson      | Akropolis IF     | Anfallare   | Kontraktet gick ut. Skrev på ett 2-årskontrakt med Akropolis IF den 28 januari 2021.               | dif.se & akropolisif.com     |
| Torsdag 14 januari 2021  |    | Johan Andersson       | Gais             | Back        | Försäljning. 2-årskontrakt med nya klubben (31 december 2022).                                     | dif.se & gais.se             |
| Söndag 17 januari 2021   |    | Adam Bergmark Wiberg  | Falkenbergs FF   | Anfallare   | Lånas ut över hela säsongen med en öppning om en återkomst under hösten.                           | dif.se & falkenbergsff.se    |
| Lördag 27 februari 2021  |    | Dzenis Kozica         | Trelleborgs FF   | Mittfältare | Försäljning. 1-årskontrakt med nya klubben (31 december 2021).                                     | dif.se & trelleborgsff.se    |
| Fredag 11 juni 2021      | 21 | Erik Berg             |                  | Back        | Slutar spela fotboll pga skadeproblem.                                                             | dif.se                       |
| Onsdag 23 juni 2021      | 12 | PK Bråtveit           | Nîmes Olympique  | Målvakt     | Lånas ut till 1 juli 2022 med option på köp.                                                       | dif.se & nimes-olympique.com |
| Fredag 30 juli 2021      | 18 | Isak Hien             | Vasalunds IF     | Back        | Lånas ut för resten av säsongen med dubbel speltillhörighet.                                       | dif.se                       |
| Fredag 30 juli 2021      | 31 | Axel Wallenborg       | IFK Haninge      | Back        | Lånas ut för resten av säsongen med dubbel speltillhörighet.                                       | dif.se                       |
| Fredag 30 juli 2021      | 25 | Mattias Mitku         | IFK Haninge      | Mittfältare | Lånas ut för resten av säsongen med dubbel speltillhörighet.                                       | dif.se                       |
| Fredag 30 juli 2021      | 29 | Peter McGregor        | Åtvidabergs FF   | Anfallare   | Lånas ut för resten av säsongen.                                                                   | dif.se                       |
| Måndag 9 augusti 2021    | 23 | Aslak Witry           | AZ Alkmaar       | Back        | Försäljning. 5-årskontrakt med nya klubben (30 juni 2026).                                         | dif.se & az.nl               |
| Måndag 9 augusti 2021    | 8  | Elias Andersson       | Mjällby AIF      | Mittfältare | Lånas ut för resten av säsongen.                                                                   | dif.se & maif.se             |

## Föreningen

### Ledare[8]
- Sportchef:  Bosse Andersson
- Huvudtränare:  Kim Bergstrand,  Thomas Lagerlöf
- Assisterande tränare/U21:  Hugo Berggren
- Målvaktstränare:  Nikos Gkoulios
- Lagledare:  Daniel Granqvist
- Fysansvarig:  Viktor Helander
- Naprapat:   Karl Barrling,  David Ed Söderström
- Fystränare och legitimerad sjukgymnast/fysioterapeut:  Jens Ericsson
- Legitimerad fysioterapeut:  Mattias Göthrick
- Läkare (ortoped):  Håkan Nyberg
- Läkare (kardiolog):  Bengt Sparrelid
- Läkare (allmänläkare):  Johan Bergling
- Materialare:  Patrik Eklöf

### Spelartröjor
- Tillverkare: Adidas
- Huvudsponsor: Prioritet Finans
- Hemmatröja: Blårandig
- Bortatröja: Röd
- Tredjetröja: Ljusblå
- Spelarnamn: Ja